# Svatý Jan
Svatý Jan – miejscowość i gmina (obec) w Czechach, w kraju środkowoczeskim, w powiecie Przybram. W 2022 roku liczyła 658 mieszkańców.